# Eleições na República Romana

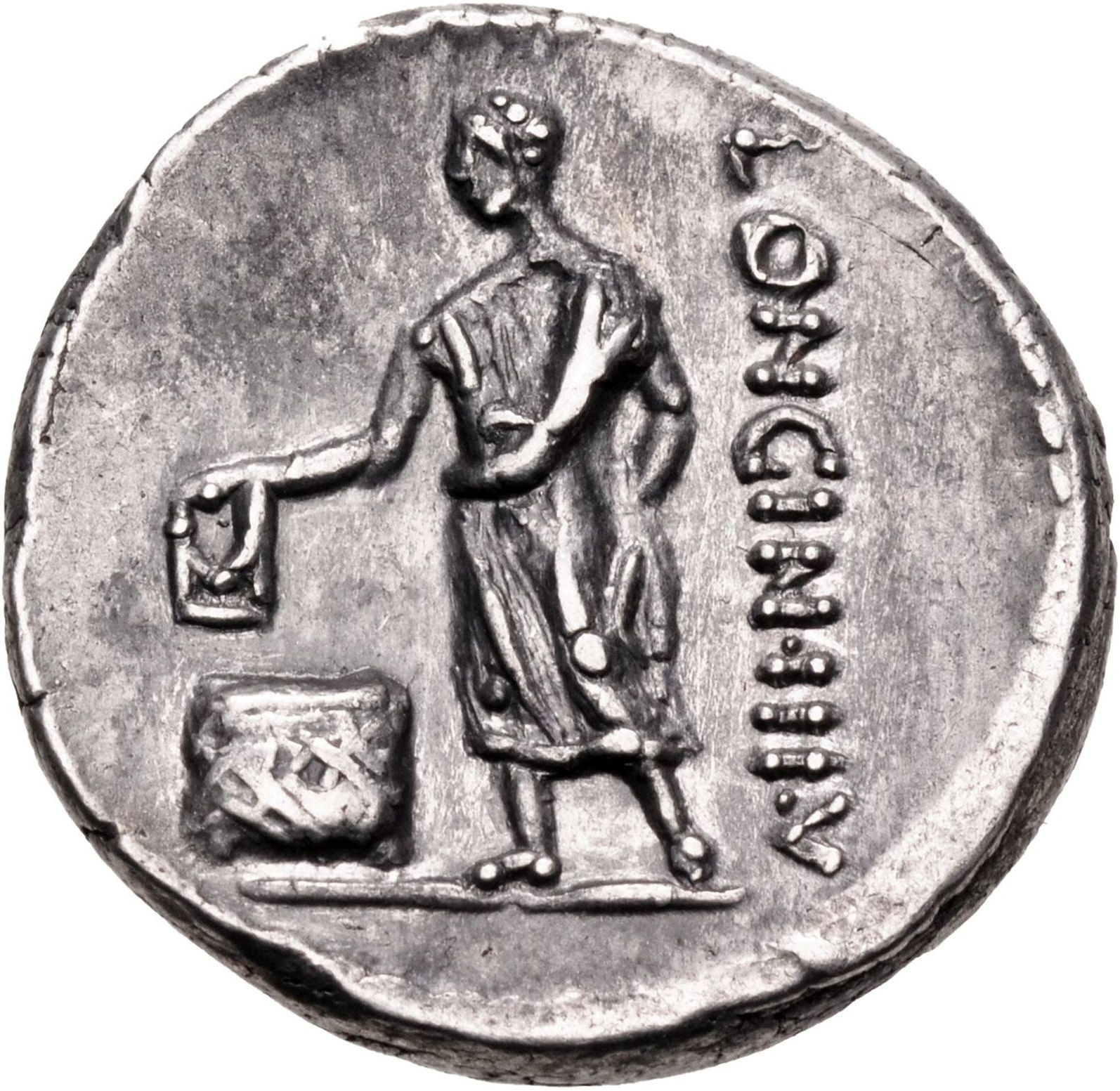
Reverso de um denário cunhado por Lúcio Cássio Longino em 63 aC, representando um cidadão romano depositando uma cédula em uma urna

As eleições na República Romana eram uma parte essencial do sistema de governo da Roma Republicana, sendo a participação permitida apenas aos detentores da cidadania. Os interesses da classe alta, centrados no ambiente político urbano das cidades, muitas vezes suplantavam as preocupações da classe baixa diversa e desunida; em algumas ocasiões, as pessoas já no poder pré-selecionavam candidatos ao cargo, reduzindo ainda mais a importância da contribuição dos eleitores. Os próprios candidatos a princípio permaneceram distantes dos eleitores e abstiveram-se de apresentações públicas (na verdade, discursos formais foram proibidos a certa altura num esforço para focar nas políticas e não no carisma do candidato), mas depois compensaram o tempo perdido com o suborno habitual, coerção e promessas vazias. À medida que a prática da campanha eleitoral crescia em uso e extensão, o conjunto de candidatos não se limitava mais a um grupo seleto de bem-nascidos com riqueza. Em vez disso, muito mais cidadãos comuns tiveram a chance de concorrer a cargos públicos, permitindo uma representação mais igualitária nas principais decisões do governo.
Durante a República Romana, os cidadãos elegiam quase todos os titulares de cargos anualmente. As eleições populares para cargos importantes foram amplamente prejudicadas e depois encerradas por Augusto, o primeiro imperador romano (anteriormente conhecido como Otaviano). No entanto, as eleições romanas continuaram a nível local.

## Estrutura
Os romanos eram teoricamente soberanos, mas todo o seu poder de soberania devia ser exercido por meio dos magistrados que elegia. O vocabulário latino para eleições e votação implica que a votação antecipada era amplamente realizada por aclamação, onde o objetivo das eleições era afirmar o consentimento popular para as escolhas de liderança da elite. No início da República, os únicos cargos eleitos eram os dois cônsules; ao longo da República foram acrescentados novos cargos públicos e, no estágio final, foram eleitos cerca de quarenta e quatro cargos públicos. Todos eram eleitos anualmente para mandatos de um ano, exceto o censor, que normalmente era eleito a cada cinco anos. Os únicos cargos públicos não eleitos eram os de ditador e de mestre da cavalaria, o substituto do primeiro, nomeados pelo cônsul em circunstâncias extraordinárias.
Os cidadãos romanos foram divididos em várias assembléias que se distinguiam por sua forma de votos em bloco. De forma abstrata as assembléias representavam todo o povo romano, mesmo que os blocos tivessem pouca relação com população ou participação. Os cidadãos foram divididos em cúrias, centúrias e tribos, que quando organizadas criaram assembléias com formas curiatas, centuriadas e tribais. No final da república, a comitia curiata – o órgão que ratificou o imperium – era em grande parte cerimonial, onde as trinta curiae eram representadas por trinta lictores que representavam toda a população romana. A seleção real dos magistrados superiores (cônsul, pretor e censor) era feita antes das centúrias. Esta era uma assembléia timocrática descendente da organização do antigo exército romano, e as centúrias eram organizadas em níveis por posto e propriedade com o equestre de cavalaria no topo e desarmados e sem propriedade na parte inferior. Os questores e ediles curules eram eleitos pelas tribos, enquanto tribunos e ediles plebeus eram eleitos pelo conselho da plebe. Estes foram divididos em trinta e cinco tribos, que eram hereditárias e geográficas. O conselho da plebe foi convocado com a plebe dividida em tribos, tornando-o quase idêntico à assembléia tribal.

## Processo
Depois que um magistrado constituía uma assembléia, geralmente no verão ou no início do outono, os candidatos se apresentavam perante o eleitorado. Quando a votação começasse, o bloco apropriado apresentaria votos perante um magistrado. Antes de 139 aC e da aprovação da lex Gabinia tabellaria, um eleitor fazia fila em uma passarela elevada e depois declarava a um escrivão sua cédula. Após as reformas daquele ano, ele escreveria nomes de próprio punho. As cédulas seriam então coletadas em uma urna e contadas.
Os resultados da votação de cada centúria eram anunciados assim que ficavam disponíveis. A primeira a votar era a centuria praerogativa, selecionada entre as setenta da primeira classe; depois que ela votava e seu resultado era anunciado, o restante da primeira turma votava e seus resultados eram anunciados. Seguindo a primeira classe, os equestres e patrícios votaram, depois as demais classes em ordem. A votação terminava quando o número necessário de cargos era preenchido. Nas tribos, depois de 139 aC, a votação provavelmente era simultânea, mas computada em uma ordem determinada por sorteio, com resultados terminando também quando todos os cargos eram preenchidos.
As eleições para as tribos e centúrias normalmente ocorriam no Campo de Marte; enquanto as assembléias se reuniam em outros lugares também para fins legislativos, o espaço maior no local pode ter sido necessário para acomodar o maior número de eleitores. Durante o período republicano, a votação ocorria apenas pessoalmente: somente quando as eleições se tornaram irrelevantes no início do Principado é que as cédulas das cidades italianas seriam transmitidas sob sigilo para Roma.
Depois que a assembléia votava, sua decisão tinha que ser ratificada pelo magistrado chefe. Caso este não ratificasse, a eleição era inválida. Formalmente, a eleição de um novo magistrado era feita pelo próprio magistrado a conselho do povo, sendo o sucessor "criado" pelo titular. Em épocas anteriores, as eleições podem ter sido apenas votos por aclamação para aprovar líderes já apresentados pelo magistrado chefe. Esses chefes tinham o poder de rejeitar votos: em 215 aC, o cônsul chefe solicitou à centuria praerogativa que reconsiderasse seu voto; em 184 aC, a eleição de Quinto Fúlvio Flaco como pretor foi rejeitada porque ele já havia sido eleito edil; em 148 aC, o magistrado chefe recusou-se a reconhecer a eleição de Cipião Emiliano como cônsul porque ele era então candidato apenas ao posto de edil. Para um magistrado anular a vontade do povo dessa forma, no entanto, era necessário algum grau de apoio; se os candidatos protestassem e não houvesse apoio, o chefe geralmente cedia.
Após as eleições, uma reunião do comitia curiata – no final da república, as trinta cúrias eram representadas por um único lictor, – foi convocada para conceder ao novo magistrado imperium ou de outra forma os auspícios necessários para ter imperium. Mesmo no final da república, ter o requisito lex curiata de imperio era considerado necessário para um magistrado ocupar o comando provincial.

## Campanha
Uma campanha começaria quando o dia das eleições fosse anunciado pelo magistrado encarregado das eleições. Em 98 aC, a Lex Caecilia Didia estabeleceu a duração da campanha entre 17 e 25 dias.
Uma atividade central da campanha foi a angariação de votos no Fórum. O candidato caminhava até o fórum cercado por um grupo de apoiadores, para encontrar outro grupo de aliados no local. Lá, o candidato apertava a mão dos eleitores elegíveis. Sussurrando no ouvido de alguns candidatos estaria um nomenclator, um escravo treinado para memorizar os nomes de todos os eleitores, para que o candidato pudesse cumprimentá-los nominalmente. O candidato ao cargo usaria uma toga especialmente branqueada, conhecida como toga candida. É desse termo que obtemos a palavra moderna "candidato". Alguns candidatos podem ter estendido sua campanha aos mercados rurais em redor de Roma, uma vez que aqueles que estavam fora da cidade foram autorizados a votar.
Comícios políticos não eram permitidos nas eleições romanas. Para atrair eleitores, os candidatos realizaram banquetes e distribuíram ingressos gratuitos para os jogos. Para pagá-los, o candidato tinha que ser rico ou contar com o patrocínio de amigos ricos. Há casos de pessoas que se endividam ruinosamente para financiar as suas campanhas. Não houve tentativas de restringir quem poderia doar ou quanto, mas foram aprovadas várias leis tentando limitar os gastos dos candidatos em banquetes e jogos.

### Declaração de candidatura
A votação pública em Roma originalmente foi um processo que não permitia uma verdadeira escolha por parte do povo. Depois que o Senado preparou uma lista de candidatos, foi o magistrado quem reduzia a lista aos dois candidatos que poderiam disputar a indicação. Mais tarde, na República Romana, foi estabelecida uma prática denominada professio, na qual potenciais candidatos passavam a "professar ao magistrado" o seu desejo de serem nomeados para candidatura. Isto levou os candidatos nomeados a anunciar publicamente as suas aspirações ao cargo e até a “[realizar] a sua própria campanha”, claramente fazendo campanha com a ideia da escolha dos eleitores em mente. Ainda assim, o poder do povo poderia ser limitado, uma vez que houve alguns casos em 201 a.C. e 169 a.C. em que candidatos foram eleitos de forma suspeita apenas um dia depois de declararam-se candidatos, o que, evidentemente, não daria tempo real para que as pessoas tomassem conhecimento, e muito menos votassem, nessas escolhas de última hora. No século posterior, contudo, foram estabelecidas regras mais concretas relativamente ao comportamento e à angariação de candidatos. Essas leis impediam que as pessoas se candidatassem na véspera das eleições, exigindo que o professio fosse feito antes de uma determinada data.

### Estratégias de campanha
Os políticos que concorreram a uma posição de poder na República Romana seguiram estratégias de campanha semelhantes às utilizadas pelos políticos modernos. Em uma carta contemporânea escrita ao candidato ao consulado Marco Túlio Cícero durante sua campanha por seu irmão, Quinto, este escreveu sobre as várias estratégias de campanha que o ajudariam a ser eleito. Uma das dicas mais importantes que enfatizou foi que Marco deveria criar amizades com homens de status mais elevado porque esses eram os que tinham mais influência. Além de criar relacionamentos com os ricos, também o aconselhou a "lembrar a todos que estão em dívida com você que deveriam retribuir com seu apoio". Para terem a oportunidade de serem eleitos, os políticos precisavam de cancelar quaisquer favores que lhes eram devidos, porque precisavam de todo o apoio que pudessem receber. Além disso, à semelhança da política moderna, os políticos da República Romana precisavam de agradar a todos, quer isso significasse fazer promessas que sabiam que não poderiam cumprir ou simplesmente ser muito educados. Na resposta de Marco a seu irmão, ele observou que "as pessoas prefeririam que você lhes contasse uma mentira gentil do que uma recusa direta".
Assim, tudo o que importava era que o político mantivesse todos felizes, mesmo que isso significasse mentir aos seus apoiantes. Além da bajulação e da negociação de favores, os políticos recorreriam até a táticas ad hominem; em particular, podem encontrar-se inscritos nas casas de banho dos edifícios públicos de Pompeia numerosos ataques ao carácter ou ao eleitorado dos opositores que concorrem a cargos públicos. Alguns candidatos inteligentes (ou os seus apoiantes) aparentemente rabiscaram mensagens zombeteiras, sugerindo que apenas personagens desagradáveis como "os ladrões furtivos... toda a companhia de bebedores [e] madrugadores" apoiavam o candidato adversário.

### Programas e partidos
As eleições romanas não foram como as modernas. O papel do povo era escolher o candidato com as melhores qualidades e o maior mérito. Os magistrados deveriam exercer os seus poderes de forma independente e imparcial para a comunidade como um todo, e não para o benefício de interesses faccionais. Isto significava que os candidatos não faziam campanha com base em políticas ou programas. Embora alguns estudiosos acreditem que houve uma divisão no final da república entre optimates e populares, estes não eram partidos políticos e os candidatos não se candidataram para representá-los.

## Corrupção
Como a maioria dos eleitores considerava as eleições irrelevantes para as suas próprias vidas, muitos candidatos recorreram ao suborno para convencer o povo a votar. O suborno tornou-se uma prática tão comum no final da República que era visto como uma parte normal do processo político e ia desde a promessa flagrante de dinheiro até à simples realização de jogos e entretenimento ao povo. Em algum momento durante meados do século II, Políbio notou a proibição do suborno, mas isso provou ser inútil, pois continuava a ter destaque nas eleições e era muito difícil diferenciar entre o suborno e o sistema de clientelismo. Algumas evidências sugerem que à medida que o domínio da prática crescia, o número de homens que conquistaram o consulado sem nenhum precedente na família também cresceu. Os cargos políticos, então, não estavam mais restritos aos de origem nobre, e a República começou a fazer a transição de um governo aristocrático para se tornar de natureza mais oligárquica. Algumas fontes afirmam que o dinheiro ganho com subornos na verdade ajudou os eleitores comuns a arcar com o custo do voto. Na verdade, o maior alvo desta corrupção eram estes cidadãos mais pobres, revelando que estes eleitores ainda tinham uma influência considerável no resultado das eleições. No entanto, as consequências dessa corrupção causaram uma falta de fé na constituição e no processo político, o que levou, em parte, à guerra civil.
A corrupção representou um problema maior na República Tardia, quando os benefícios lucrativos dos altos cargos levaram a eleições mais competitivas. Os candidatos foram frequentemente acusados de violar as leis que restringem os gastos e também de subornar diretamente os eleitores. Os crimes eleitorais eram conhecidos como ambitus, e houve uma longa série de leis aprovadas tentando eliminá-los, aparentemente com poucos resultados. Na eleição consular de 59 a.C., tanto Júlio César quanto seu rival Bíbulo cometeram grandes subornos. Na eleição de 54 a.C., dois candidatos prometeram a vasta soma de 10 milhões de sestércios à centuria praerogativa para a sua votação.

## Representação e eleitorado
O Conselho Tribal em sua superfície era equitativo, por exemplo, mas na verdade funcionava em favor das elites que tinham recursos para viajar às cidades para participar nas eleições. Os clientes e o patrocínio do sistema romano também garantiam que os votos das classes mais baixas estivessem vinculados a uma elite. Embora a votação fosse mais aberta, a candidatura a cargos públicos era muito mais restrita. Ser candidato exigia testes de propriedade mais rigorosos e exigia dez anos de serviço militar. Ao longo de toda a história da República, a gestão e a conquista de cargos foram dominadas por famílias da elite.
O grupo plebeu, formado em sua maioria por agricultores rurais, ganhou maior representação política apenas lentamente ao longo do tempo. Em meados do século V a.C., os plebeus ganharam poder político suficiente para que uma assembleia deles chamada conselho da plebe (uma consolidação de uma série de outras assembleias plebeias disjuntas) fosse capaz de eleger dez tribunos, ou representantes, anualmente. O conselho da plebe se destacou por ter sido o primeiro a representar todos os plebeus, não apenas os da cidade. Foi também uma das poucas assembleias de sua época a empregar a votação em grupo, na qual cada tribo de plebeus concordava com um único voto a ser dado, semelhante ao colégio eleitoral dos Estados Unidos e a alguns processos do Parlamento do Reino Unido. Porém, quando se tratava de eleger funcionários e magistrados de alto escalão, essa responsabilidade ainda cabia à assembleia das centúrias, que era em sua maior parte controlada por interesses patrícios. Eventualmente, isso também mudou para incluir os votos de mais de 35 tribos plebeias rurais. Uma vez que a classe baixa tinha maior representação política, havia uma oportunidade maior para que finalmente ascendessem na escada política e social, tornando o "governo pelo povo" um objetivo mais alcançável.

## Eleitorado e comparecimento
A votação para a maioria dos cargos estava aberta a todos os cidadãos romanos plenos, um grupo que excluía mulheres, escravos e originalmente aqueles que viviam fora de Roma. No início da República, o eleitorado teria sido pequeno, mas à medida que Roma crescia, ele se expandia. A Lex Julia de 90 aC que estendeu os direitos de voto aos cidadãos em toda a Itália expandiu muito o privilégio. No censo republicano final de 70 aC, havia 910 mil possíveis eleitores.
Uma incógnita é como os romanos controlavam quem era elegível para votar. Os debates sobre o privilégio eram frequentes, e deve ter sido feito para diferenciar os eleitores dos não-votantes. Uma possibilidade é que, como os eleitores se reuniram como uma tribo, os membros seriam bem conhecidos uns dos outros para que um estranho pudesse ser identificado, mas, à medida que as populações aumentassem, isso teria sido difícil. Os historiadores propuseram a existência de uma importante lista de eleitores ou que os cidadãos receberam alguma forma de identificação do eleitor, mas nenhuma fonte ou evidência arqueológica sobreviveu para qualquer hipótese.
Outra questão debatida é a participação. Nenhuma fonte contemporânea indica quantos votos expressos numa pleito. Uma pista para um número aproximado é o tamanho da área de votação. Como cônsul, Júlio César iniciou a construção de uma estrutura no Campo de Marte para conter a população durante a votação. O tamanho da estrutura, se completamente cheia de eleitores, poderia acomodar entre 30 mil e 70 mil pessoas. Esta é quase certamente uma estimativa alta, já que pelo menos seriam necessários espaços abertos para a realização da própria votação. Cícero menciona em uma obra que o pleito para um único cônsul em 45 aC levava 5 horas, com votação dos equestres e da primeira e segunda classes. Pelo que sabemos de como a votação foi estruturada, os historiadores estimam que no máximo entre 6 mil e 16 800 poderiam ter votado naquela eleição. Com um eleitorado de 910 mil, mesmo os palpites mais generosos colocam a participação eleitoral abaixo de 10%.

## Fim das eleições
O principado de César Augusto viu o declínio final das eleições democráticas em Roma. Augusto minou e diminuiu a importância dos resultados das eleições, acabando por eliminar o processo totalmente. Ele também diminuiu a importância dos próprios cargos. Ele podia nomear senadores livremente e essencialmente controlava todos os membros do Senado, de modo que este estava cheio de seus apoiadores e a candidatura era baseada na lisonja e não no mérito. Augusto também teve grande influência sobre os magistrados; ele recebeu o poder de conceder louvores aos candidatos a cargos, o que passou a ser uma garantia de vitória nas eleições. Mais tarde, anulou o poder dos tribunos eleitos ao assumir os poderes de um tribuno sem realmente ocupar o cargo em si, permitindo-lhe agir como tal sem que outros o desafiassem. Isso incluiu derrubar qualquer legislação proposta pelos outros, diminuindo significativamente o poder dos tribunos. Por causa disso, embora as eleições ainda ocorressem, os resultados importavam muito menos do que na República. Eventualmente, no final de seu principado, Augusto eliminou totalmente a eleição direta, estabelecendo a designação por um grupo de senadores e equestres. Os cidadãos ainda podiam eleger funcionários municipais, mas o preenchimento de cargos de nível superior era deixado inteiramente para aqueles que já estavam no poder.
Há evidências de que as eleições continuaram no nível municipal por algum tempo fora de Roma. Os restos mortais de Pompéia encontraram várias inscrições de grafite elogiando um candidato ou outro, indicando que as eleições contestadas ainda estavam em andamento nessa cidade em 79 dC.